# Искушение

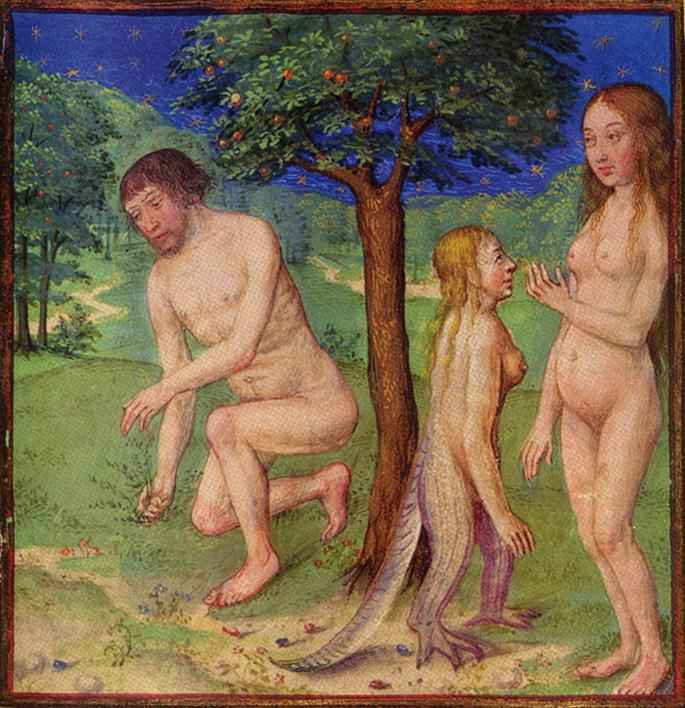
Искушение Адама и Евы

Искуше́ние  — внешний повод или влечение (соблазн) согрешить под влиянием порочной наклонности или страсти, изменить созданному идеалу, отступить от усвоенных убеждений и принципов, нарушить собственный обет, близкая опасность потерять веру или впасть в тяжкий грех. Искушение есть влечение к какому-либо ненравственному действию, вследствие чего обнаруживаются скрытые в человеке добрые или злые свойства.
Бог же может только испытывать человека, но не искушать. Бог не искушается злом, и Сам не искушает никого (Иак. 1:13). Различие между испытанием и искушением заключается в цели. При испытании человека имеется в виду добрая цель, именно – укрепление воли в добре и оправдание добродетели (2Пет. 1:10). В этом смысле надо понимать слова ап. Иакова, который говорит в утешение христианам, находящимся в скорбях: С великой радостью принимайте, братья мои, когда впадаете в различные искушения (Иак.1:2). При искушении же имеется в виду злая цель, именно – вовлечения человека в грех. В этом смысле надо понимать слова Господа Иисуса Христа, который научил нас молиться Небесному Отцу: не введи нас во искушение. Это в молитве Отче наш означает что Бог не даст искушения выше сил (1Кор.10:13 «Бог ...не попустит вам быть искушаемыми сверх сил…»), что означает, что он «попускает» (или допускает) искушения, но не является их источником.
Стечение обстоятельств внутренней и внешней жизни христианина, при которых испытывается устойчивость его веры. Устойчивость проявляется в уверенности в догматах и в соблюдении всех заповедей. Так как для достижения этой устойчивости требуется прилагать весьма значительные усилия, то термин искушение часто используется в смысле страдания, скорби. Последнее словоупотребление получает оправдание ещё и потому, что само колебание в вере ощущается христианином тоже как страдание.